# روب نيكول
روب نيكول (28 مايو 1983 بأوكلاند في نيوزيلندا - ) (بالإنجليزية: Rob Nicol)‏ هو لاعب كريكت نيوزلندي. شارك مع منتخب نيوزيلندا الوطني للكريكت. أما مع النوادي، فقد لعب مع نادي مقاطعة غلوستر للكريكت ‏ وفريق أوكلاند للكريكت ‏ وفريق كانتربري للكريكت ‏ وفريق أوتاغو للكريكت ‏.

## وصلات خارجية
- روب نيكول على موقع إي آس بي آن كريك إنفو (الإنجليزية)